# Axylia brunnea
Axylia brunnea är en fjärilsart som beskrevs av Goater 1969. Axylia brunnea ingår i släktet Axylia och familjen nattflyn. Inga underarter finns listade i Catalogue of Life.